# Jamaica op de Olympische Zomerspelen 1948
Jamaica debuteerde op de Olympische Spelen tijdens de Olympische Zomerspelen 1948 in Londen, Engeland. Er werd direct goud gewonnen.

## Medailleoverzicht
| Sport    | Olympiër      | Onderdeel | Medaille |
| -------- | ------------- | --------- | -------- |
| Atletiek | Arthur Wint   | 400m (m)  | Goud     |
| Atletiek | Herb McKenley | 400m (m)  | Zilver   |
| Atletiek | Arthur Wint   | 800 m (m) | Zilver   |

## Deelnemers en resultaten

### Atletiek
| Olympiër                                             | Onderdeel        | Resultaat    | Prestatie                                                                                               |
| ---------------------------------------------------- | ---------------- | ------------ | --- |
| Leslie Laing                                         | 100m (m)         | series       | serie 1: 3de in 11,0                                                                                    |
| Basil McKenzie                                       | 100m (m)         | series       | serie 8: 3de in 10,8                                                                                    |
| George Rhoden                                        | 100m (m)         | DNS          | serie 3: niet gestart                                                                                   |
| Leslie Laing                                         | 200m (m)         | 6e           | serie 6: 2de in 21,8 kwartfinale 3: 2de in 21,8 halve finale 2: 3de in 21,6 finale: 6de in 21,8         |
| Herb McKenley                                        | 200m (m)         | 4e           | serie 1: 1ste in 21,3 kwartfinale 1: 1ste in 21,3 halve finale 1: 1ste in 21,4 finale: 4de in 21,3      |
| Basil McKenzie                                       | 200m (m)         | series       | serie 5: 3de in 22,4                                                                                    |
| Herb McKenley                                        | 400m (m)         | Zilver       | serie 2: 1ste in 48,4 kwartfinale 3: 1ste in 48,0 halve finale 2: 1ste in 47,3 finale: 2de in 46,4      |
| George Rhoden                                        | 400m (m)         | 4e           | serie 4: 1ste in 48,4 kwartfinale 1: 2de in 48,6 halve finale 1: 4de in 47,7                            |
| Arthur Wint                                          | 400m (m)         | Goud         | serie 9: 1ste in 47,7 kwartfinale 2: 2de in 47,7 halve finale 1: 1ste in 46,3 finale: 1ste in 46,2 (OR) |
| Arthur Wint                                          | 800m (m)         | Zilver       | serie 4: 1ste in 1.53,9 halve finale 2: 2de in 1.52,7 finale: 2de in 1.49,5                             |
| Sydney Foster                                        | 110m horden (m)  | series       | serie 5: 3de in 15,2                                                                                    |
| Leslie Laing Herb McKenley George Rhoden Arthur Wint | 4x400m (m)       | DNF          | serie 2: 1ste in 3.14,0 finale: niet gefinisht                                                          |
|                                                      |                  |              | |
| Kathleen Russell                                     | 100m (v)         | halve finale | serie 5: 2de in 12,9 halve finale 2: 6de                                                                |
| Cynthia Thompson                                     | 100m (v)         | 6e           | serie 4: 1ste in 12,4 halve finale 3: 2de in 12,5 finale: 6de in 12,6                                   |
| Kathleen Russell                                     | 200m (v)         | 22e          | serie 5: 3de in 26,3                                                                                    |
| Cynthia Thompson                                     | 200m (v)         | 11e          | serie 2: 1ste in 25,6 halve finale 1: 4de in 25,3                                                       |
| Vinton Beckett                                       | 80m horden (v)   | series       | serie 4: 5de                                                                                            |
| Vinton Beckett                                       | verspringen (v)  | 11e          | kwalificatie: 6de met 5,435m finale: 11de met 5,145m                                                    |
| Kathleen Russell                                     | verspringen (v)  | 6e           | kwalificatie: 2de met 5,610m finale: 6de met 5,495m                                                     |
| Vinton Beckett                                       | hoogspringen (v) | 4e           | 1,58m                                                                                                   |
| Carmen Phipps                                        | hoogspringen (v) | 11e          | 1,50m                                                                                                   |

### Boksen
| Olympiër    | Onderdeel | Resultaat | Prestatie                    |
| ----------- | --------- | --------- | ---------------------------- |
| Ray Edwards | -80kg (m) | 17e       | 1ste ronde: V van RSA Hunter |

### Gewichtheffen
| Olympiër       | Onderdeel   | Resultaat | Prestatie                                                                               |
| -------------- | ----------- | --------- | --------------------------------------------------------------------------------------- |
| Simon Williams | -60kg (m)   | 17e       | drukken: 8ste met 87,5kg trekken: 20ste met 80kg stoten: 18de met 110kg totaal: 277,5kg |
| George Espeut  | -67,5kg (m) | 9e        | drukken: 4de met 100kg trekken: 12de met 95kg stoten: 7de met 127,5kg totaal: 322,5kg   |

Afghanistan · Argentinië · Australië · België · Bermuda · Birma · Brazilië · Brits-Guiana · Canada · Ceylon · Chili · Colombia · Cuba · Denemarken · Egypte · Filipijnen · Finland · Frankrijk · Griekenland · Groot-Brittannië · Hongarije · Ierland · IJsland · India · Irak · Iran · Italië · Jamaica · Joegoslavië · Libanon · Liechtenstein · Luxemburg · Malta · Mexico · Monaco · Nederland · Nieuw-Zeeland · Noorwegen · Oostenrijk · Pakistan · Panama · Peru · Polen · Portugal · Puerto Rico · Republiek China · Singapore · Spanje · Syrië · Trinidad en Tobago · Tsjecho-Slowakije · Turkije · Uruguay · Venezuela · Verenigde Staten · Zuid-Afrika · Zuid-Korea · Zweden · Zwitserland